# 2012 au Belize
Chronologie du Belize
- 2008
- 2009
- 2010
- 2011
- 2012
- 2013
- 2014
- 2015
- 2016

Cet article présente les faits marquants de l'année 2012 au Belize.

## Gouvernement
- Monarque : Élisabeth II
- Gouverneur général : Colville Young
- Premier ministre : Dean Barrow
- Ministre de l'Agriculture : Nemencio Acosta
- Chef de l'opposition : Francis Fonseca

## Statistiques
- La filière touristique a vu une augmentation de 10,7 % des entrées touristiques comparé à 2011. Les Américains représentent 63,7 % et les Canadiens 8,7 % des touristes[1].
- D'après le calendrier maya, le 21 décembre 2012 marquerait le passage du monde à une nouvelle ère. Pour fêter cet évènement, le Belize organise plusieurs célébrations tout au long de l'année 2012[2] (Prédictions pour décembre 2012).

## Évènements

### Janvier
- x

### Février
- x

### Mars
- 2 - 3 mars : le prince Harry réalise une tournée du pays dans le cadre des célébrations du jubilé de diamant de la reine. Il dévoile une série de timbres commémoratifs émis par le service postal du Belize[3], et inaugure une rue sous le nom de Queen Elizabeth II Boulevard à Belmopan[4], où il prononce un discours au nom de la souveraine.
- 6 - 9 mars : La Ruta Maya (en), marathon de canoë-kayak.
- 7 mars :
  - élections législatives béliziennes et élections municipales béliziennes. Les élections législatives sont remportées par le Parti démocratique uni, mené par le Premier ministre Dean Barrow, qui remporte 17 sièges sur 31 contre 14 au Parti uni du peuple. Lors des élections municipales, Darrell Bradley (en) est nommé maire de Belize City ; et Simeon López (en) est réélu au poste de maire de Belmopan.
  - Philippe Vinogradoff est nommé ambassadeur extraordinaire et plénipotentiaire de la République française auprès du Belize. Basé au Salvador, il remplace Blandine Kreiss[5].
- 16 mars : moratoire sur l'exploitation du Dalbergia stevensonii (en) : le gouvernement bélizien interdit la récolte et l'exportation de bois de rose avec effet immédiat, en réponse à l'abattage généralisé de cette espèce de bois dur pour le marché asiatique[6].

### Avril
- x

### Mai
- x

### Juin
- Saison cyclonique 2012 dans l'océan Atlantique nord

### Juillet
- 27 juillet : début des Jeux olympiques d'été de 2012.

### Août
- 12 août : fin des Jeux olympiques d'été.

### Septembre
- 21 septembre : Fête nationale.

### Octobre
- x

### Novembre
- 13 novembre : la police bélizienne se lance à la recherche de John McAfee pour le questionner sur le meurtre de son voisin Gregory Viant Faull, retrouvé mort par balles le 11 novembre dans sa maison à Ambergris Caye[7].
- 22 novembre : l'Atoll Turneffe est classé Réserve marine[8],[9].

### Décembre
- 23 décembre : création du Parti vert indépendant du Belize.

## Sport
- Fondation du Police United Football Club
- Tournoi d'ouverture du championnat du Belize de football 2012
- Tournoi de clôture du championnat du Belize de football 2012
- Éliminatoires de la Coupe du monde de football 2014, zone Amérique du Nord, Centrale et Caraïbes, premier tour

## Décès
- x